# Vstup Rakouska do Evropské unie

Mapa Evropské únie

Rakousko vstoupilo do Evropské unie 1. ledna 1995. Společně s Rakouskem přistupuje také Švédsko a Finsko. Žádost o vstup do Evropské unie Rakousko podalo v červenci 1989, kterému předcházelo referendum, kde pro vstup hlasovalo 66,6 % obyvatel. Zájem o připojení k EU začíná už v 50. letech 20. století, ale po 2. světové válce bylo Rakousko okupovaný stát rozdělený do 4 okupačních zón, podobně jako Německo. Okupace končí v roce 1955, ale s povinností trvalé neutrality.